# Lambda1 Tucanae
Título a ser usado para criar uma ligação interna é Lambda1 Tucanae.
Lambda1 Tucanae (68 Tucanae) é uma estrela na direção da constelação de Tucana. Possui uma ascensão reta de 00h 52m 24.51s e uma declinação de −69° 30′ 12.9″. Sua magnitude aparente é igual a 6.67. Considerando sua distância de 200 anos-luz em relação à Terra, sua magnitude absoluta é igual a 2.73. Pertence à classe espectral F7IV/V.